# Fiat 509
Fiat 509 är en personbil, tillverkad av den italienska biltillverkaren Fiat mellan 1924 och 1929.
509 var Fiats första småbil. Den presenterades 1924 och leveranserna startade året därpå. Motorn var ytterst modern med toppventiler och överliggande kamaxel. Fiat tillverkade även sportversionerna S och SM. 1926 presenterades den modifierade 509A.
509:an var framgångsrik i motorsport, med första- och andraplatserna i Monte Carlo-rallyt 1928 som främsta merit.
Tillverkningen uppgick till 90 000 exemplar.

## Motorer
| Modell | Årsmodell | Motor               | Cylindervolym | Effekt | Bränslesystem   |
| ------ | --------- | ------------------- | ------------- | ------ | --------------- |
| 509    | 1924-29   | 4-cyl radmotor SOHC | 990 cm³       | 22 hk  | Enkel förgasare |
| 509 S  | 1925-29   | 4-cyl radmotor SOHC | 990 cm³       | 27 hk  | Enkel förgasare |
| 509 SM | 1925-29   | 4-cyl radmotor SOHC | 990 cm³       | 30 hk  | Enkel förgasare |

## I populärkultur
Seriefiguren Gaston kör en gul Fiat 509 

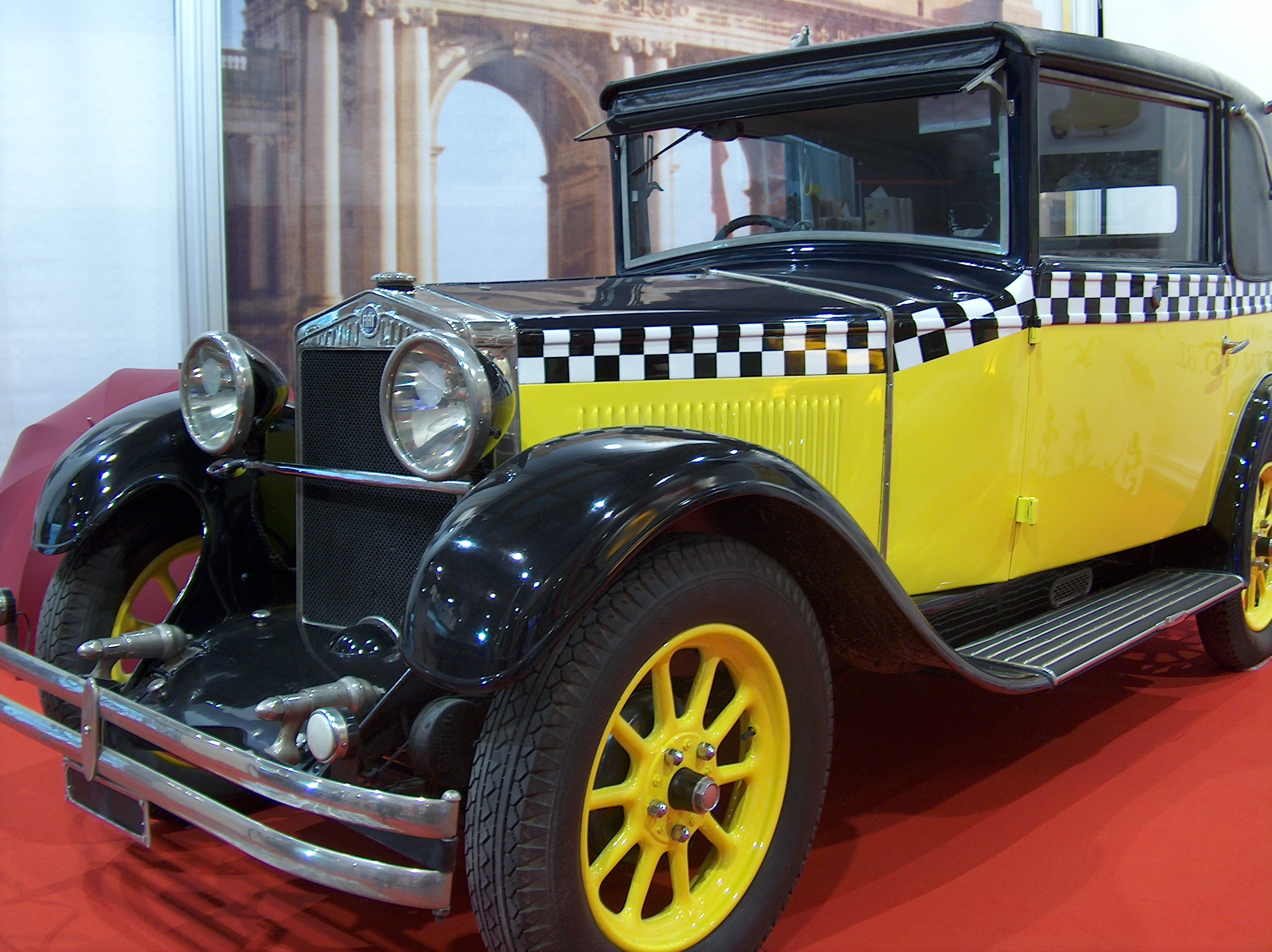